# امیر اصلان‌لی
امیر اصلان‌لی (به لاتین: Əmiraslanlı) یک منطقه مسکونی‌در جمهوری آذربایجان است که در شهرستان گدابیگ واقع شده است. امیر اصلان‌لی ۶۱۹ نفر جمعیت دارد.